# PSMG1
PSMG1 (англ. Proteasome assembly chaperone 1) – білок, який кодується однойменним геном, розташованим у людей на короткому плечі 21-ї хромосоми. Довжина поліпептидного ланцюга білка становить 288 амінокислот, а молекулярна маса — 32 854.
| 10         |  | 20         |  | 30         |  | 40         |  | 50         |
| ---------- |  | ---------- |  | ---------- |  | ---------- |  | ---------- |
| MAATFFGEVV |  | KAPCRAGTED |  | EEEEEEGRRE |  | TPEDREVRLQ |  | LARKREVRLL |
| RRQTKTSLEV |  | SLLEKYPCSK |  | FIIAIGNNAV |  | AFLSSFVMNS |  | GVWEEVGCAK |
| LWNEWCRTTD |  | TTHLSSTEAF |  | CVFYHLKSNP |  | SVFLCQCSCY |  | VAEDQQYQWL |
| EKVFGSCPRK |  | NMQITILTCR |  | HVTDYKTSES |  | TGSLPSPFLR |  | ALKTQNFKDS |
| ACCPLLEQPN |  | IVHDLPAAVL |  | SYCQVWKIPA |  | ILYLCYTDVM |  | KLDLITVEAF |
| KPILSTRSLK |  | GLVKNIPQST |  | EILKKLMTTN |  | EIQSNIYT   |  |            |

A: Аланін

C: Цистеїн

D: Аспарагінова кислота

E: Глутамінова кислота

F: Фенілаланін

G: Гліцин

H: Гістидин

I: Ізолейцин

K: Лізин

L: Лейцин

M: Метіонін

N: Аспарагін

P: Пролін

Q: Глутамін

R: Аргінін

S: Серин

T: Треонін

V: Валін

W: Триптофан

Кодований геном білок за функціями належить до шаперонів, фосфопротеїнів. 
Задіяний у таких біологічних процесах, як ацетилювання, альтернативний сплайсинг. 
Локалізований у цитоплазмі, ендоплазматичному ретикулумі.